# 페름 변경주

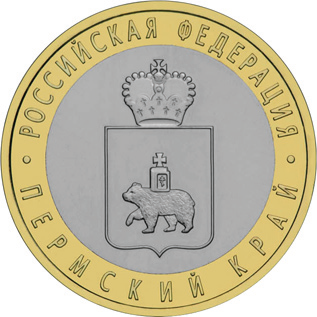
액면가 10루블인 러시아은행 기념주화 (2010년)

페름 변경주(러시아어: Пе́рмский край 페름스키 크라이[*], IPA: [ˈpʲɛrmskʲɪj ˈkraj]; 코미페르먀크어: Перем ладор Perem lador)는 러시아의 연방주체 (변경주)이며 동유럽에 위치하고 있다. 그것의 행정중심은 페름이다. 변경주의 인구는 2,532,405명이었다. (2021년 인구 조사).
변경주는 2005년 12월 1일 페름주와 코미페르먀크 자치구의 합병에 관한 2004년 국민투표의 결과로 결성되었다. 코미페르먀크 자치구는 2006년 ~ 2008년 과도기 동안 페름 변경주 내에서 자치구 지위를 유지했다. 또한 모든 연방 이전을 유지하면서 변경주와 별도의 예산을 유지했다. 2009년부터 코미페크먀크 자치구의 예산은 페름 변경주의 편성법 적용을 받게 되었다. 과도기가 시행된 것은 부분적으로 코미페크매크 자치구가 연방 보조금에 크게 의존했고 갑작스러운 삭감이 경제에 해로웠기 때문이다. 고생대 시대의 마지막 시기인 페름기는 변경주의 이름을 따서 명명되었다.

## 지리
면적은 160 236.5 km2이다. 면적의 99.8 %가 유럽에 속해 있고, 0.2 %는 아시아에 속해 있다.

### 기후
페름 변경주의 기후는 겨울에는 추운 대륙성 기후를 보이는 곳이다. 겨울에는 페름 변경주의 북동쪽은 -18,5 °C, 남서쪽은 -15 °C로 떨어진다. 최저 기온은 -53 °C이다.

### 시간대
페름 변경주는 예카테린부르크 시간에 놓여 있다. UTC와의 차이는 +0600 (YEKT)이다.

## 도시
- 알렉산드로프스크
- 베레즈니키
- 베레샤기노
- 고르노자보츠크
- 그레먀친스크
- 구바하
- 도브랸카
- 키젤
- 크라스노비셰르스크
- 크라스노캄스크
- 쿠딤카르
- 쿵구르
- 리시바
- 닛바
- 오사
- 오한스크
- 오체르
- 페름 (주도)
- 솔리캄스크
- 우솔례
- 차이콥스키
- 체르딘
- 체르모스
- 체르누시카
- 추소보이

## 인구
| 연도                | 인구      | ±%     |
| ------------------- | --------- | ------ |
| 1897                | 1,334,110 | —      |
| 1939                | 2,087,518 | +56.5% |
| 1959                | 2,992,876 | +43.4% |
| 1970                | 3,023,443 | +1.0%  |
| 1979                | 3,011,540 | −0.4%  |
| 1989                | 3,099,994 | +2.9%  |
| 2002                | 2,819,421 | −9.1%  |
| 2010                | 2,635,276 | −6.5%  |
| 2021                | 2,532,405 | −3.9%  |
| Source: Census data |           |        |

## 같이 보기
- 페름기